# Pothaeus
Pothaeus is een monotypisch geslacht van spinnen uit de  familie van de Thomisidae (krabspinnen).

## Soort
- Pothaeus armatus Thorell, 1895